# Грюнау-им-Альмталь
Грюнау-им-Альмталь (нем. Grünau im Almtal) — община (нем. Gemeinde) в Австрии, в федеральной земле Верхняя Австрия. Расположено в 14 километрах от Альмзе.
Входит в состав округа Гмунден. Население составляет 2023 человек (на 1 января 2022 года). Занимает площадь 230 км². Официальный код — 40707.

## География
Грюнау-им-Альмталь находится на высоте 528 метров над уровнем моря. Протяженность с севера на юг 18,2 км, с запада на восток 21,3 км. Общая площадь составляет 230 км², что делает Грюнау крупнейшим муниципалитетом Верхней Австрии. 74,5 % площади покрыто лесами. В дополнение к Альмзее на юге района, на северо-востоке находятся озера Кляйне и Гроссе Одзее. К югу от озера Гроссер Приэль расположена самая высокая вершина Мертвых гор (Totes Gebirge).

## История
История берет начало от основания бенедиктинского монастыря в Кремсмюнстере герцогом Тассилоном III. В 777 году стал образовался центр поселения на Альме. Монастырь сильно пострадал от венгерских нашествий в X веке. В 992 году граф Арнольд фон Ламбах вернул монастырю пастбища в Касберге и, среди прочего, разрешил рыбную ловлю в Альмзее. После венгерских набегов потомок этого графа, Святой Адальберо, в 1056 году основал Ламбахское аббатство. Он унаследовал земли вокруг Грюнау и возделывал ее вместе со своими монахами.
В 1160 году впервые появляется имя Груона. Кремсмюнстер не оставил камня на камне, чтобы вернуть утраченные территории. Приходская десятина из Грюнау перешла к Ламбаху в 1224 году.
Это обстоятельство предполагает существование церкви, возможно, даже отдельного прихода в Грюнау около 1250 года. Первая церковь в Грюнау была посвящена святому Килиану, епископу Вюрцбургскому.
В 1418 году Грюнау перешел к Рейнпрехту II фон Вальзее, владельцу замка Шарнштайн, в результате обмена с Ламбахом. С тех пор церковь была посвящена святому Иакову Старшему.
Только после того, как вымер род Вальси (Walsee), в 1483 году приход восстановил свою независимость. Право владения оставалось за Шарнштайном до свержения семьи Йоргеров в 1620 году. Уже в 1625 году монастырь Кремсмюнстер получил владение Шарнштайн и, таким образом, основную власть над приходом Грюнау. В 1964 году по просьбе прихожан Грюнау был включен в состав пастырского попечительства Кремсмюнстер. По сей день о Грюнау заботится монастырь Кремсмюнстер.
В новейшее время Грюнау принадлежал следующим землевладельцам: Штархембергерам, Йоргерам, императору Максимилиану I, Кристоферу Карлу Фернбергеру и монастырю Кремсмюнстер.
После 1866 года это место стало изгнанием вельфского герцога короля Георга V Ганноверского.

## Политическая ситуация
Бургомистр общины — Алойс Вайдингер (СДПА) по результатам выборов 2003 года.
Совет представителей коммуны (нем. Gemeinderat) состоит из 25 мест.
- АНП занимает 10 мест.
- СДПА занимает 10 мест.
- АПС занимает 5 мест.

- Главная улица Грюнау-им-Альмталь зимой
- Приходская церковь Грюнау-им-Альмталь
- Алтарь церкви Грюнау